# Occupation 101
Pour plus de détails, voir Fiche technique et Distribution.
Occupation  101 : Voice of the Silenced Majority (La voix de la majorité silencieuse) est un film documentaire américain de 2006 sur le conflit israélo-palestinien réalisé par Sufyan Omeish et Abdallah Omeish, et raconté par Alison Weir.

## Synopsis
Le film se concentre sur la réalité et les effets de l'occupation israélienne de la Cisjordanie et de la bande de Gaza et évoque les évènements liés au sionisme et à la seconde Intifada. Il présente des douzaines d'interviews. Il remet en cause la nature des relations israélo-américaines. Il remet en cause l'occupation militaire israélienne de la Cisjordanie et de Gaza, et si les Américains devraient y contribuer. Occupation 101 inclut des entrevues avec les disciples la plupart du temps américains et israéliens, les chefs religieux, les ouvriers humanitaires, et les O.N.G., qui critiquent les injustices et les abus de droits de l'Homme qui proviennent de la politique israélienne en Cisjordanie, à Jérusalem est, et dans la bande de Gaza.

## Fiche technique
- Titre : Occupation 101
- Réalisation : Abdallah Omeish et Sufyan Omeish
- Scénario : Abdallah Omeish et Sufyan Omeish
- Musique : Zan Nakari et Eric Olsen
- Photographie : Abdallah Omeish et Sufyan Omeish
- Montage : Abdallah Omeish, Sufyan Omeish
- Production : Abdallah Omeish et Sufyan Omeish
- Société de production :
- Pays :  États-Unis
- Genre : Documentaire
- Durée : 90 minutes
- Dates de sortie : 
  -  États-Unis : 25 mars 2006 (East Lansing Film Festival), 15 mai 2007